# Juozapas Matulaitis
Juozapas Matulaitis (ur. 8 marca 1936 w Užgirėlis) – litewski duchowny rzymskokatolicki, biskup diecezjalny koszedarski w latach 1991-2012, od 2012 biskup senior.
Święcenia kapłańskie otrzymał 25 marca 1964. 10 marca 1989 papież Jan Paweł II mianował go administratorem apostolskim diecezji koszedarskiej, przydzielając mu stolicą tytularną Sicilibba. Sakry biskupiej udzielił mu kard. Vincentas Sladkevicius.
24 grudnia 1991 został mianowany biskupem diecezjalnym tej diecezji. 11 lutego 2012 przeszedł na emeryturę.